# Segunda República Federal do México

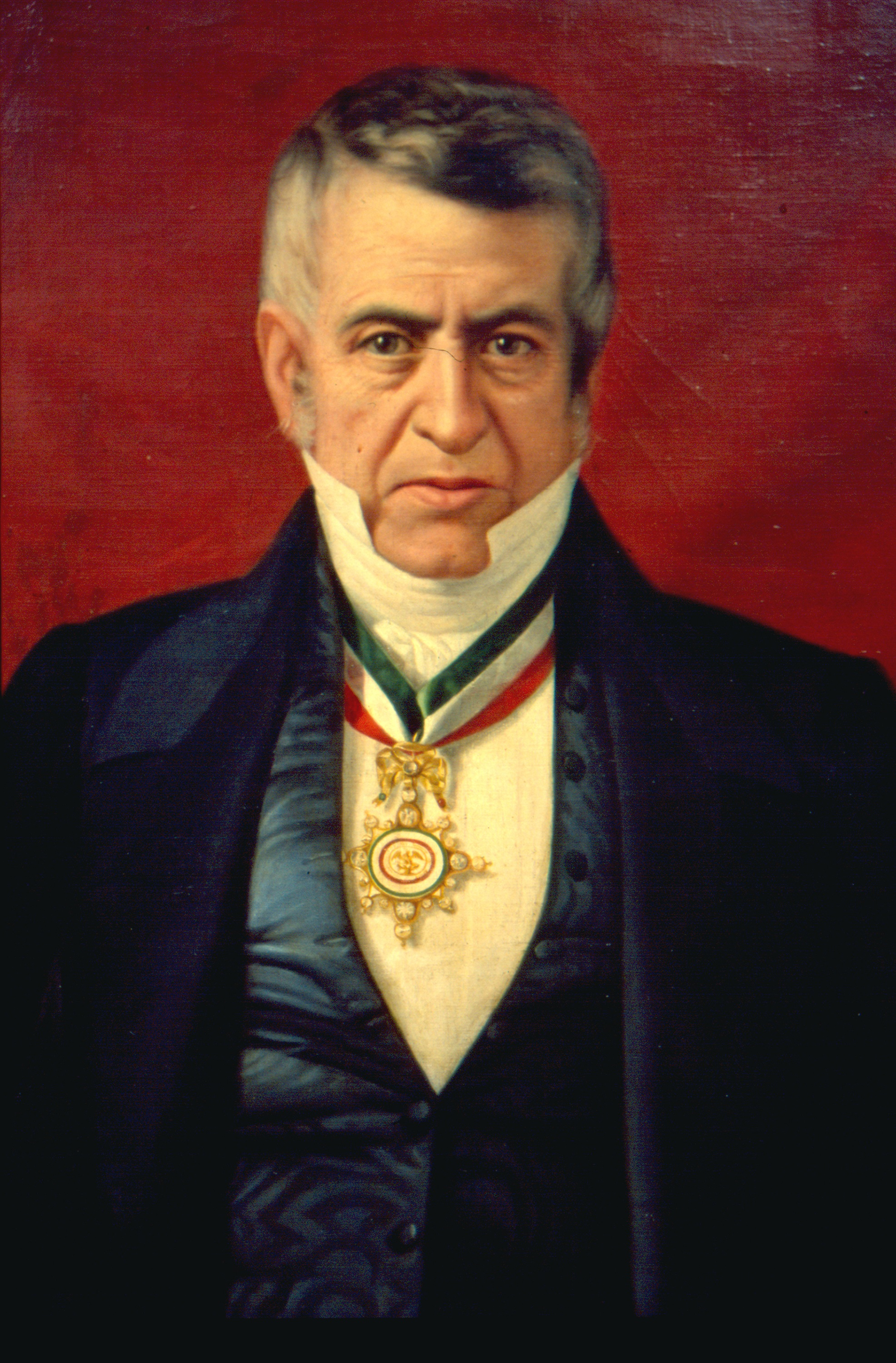
Presidente Manuel de la Peña y Peña

A Segunda República Federal do México (espanhol: Segunda República Federal de México) refere-se ao período da história mexicana envolvendo uma segunda tentativa de estabelecer um governo federal no México após a queda da República Centralista unitária do México em 1846 no início do Guerra Mexicano-Americana. Duraria até que a Segunda Intervenção Francesa no México levasse à proclamação do Segundo Império Mexicano em 1863.

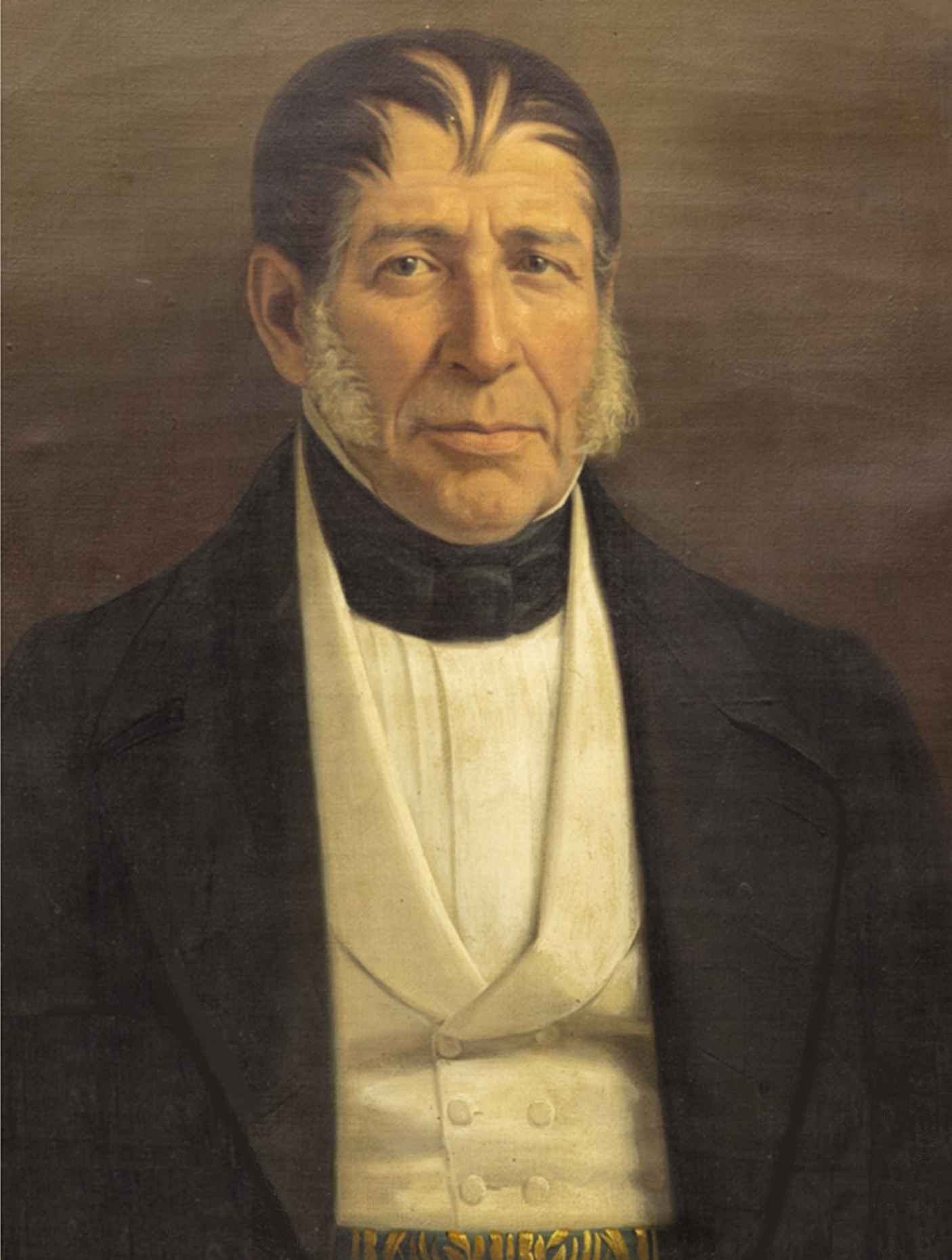
Presidente José Joaquín de Herrera

O período da Segunda República Federal provou ser um dos períodos mais agitados da história mexicana, experimentando duas invasões estrangeiras, a perda de metade do território nacional, mudança constitucional e uma guerra civil. Foi também um período de evolução política mexicana, com a queda do Partido Conservador, que havia predominado durante a República Centralista, e marcando a ascensão de uma hegemonia do Partido Liberal que se consolidaria ao longo do século.
A Segunda República Federal nasceu nos primeiros meses da Guerra Mexicano-Americana em 1846, com a restauração da Constituição de 1824. A guerra terminou em 1848 com o México sendo forçado a ceder metade de seu território aos Estados Unidos. O período imediatamente após a guerra seria, no entanto, seguido por um período de governos estáveis e moderados.

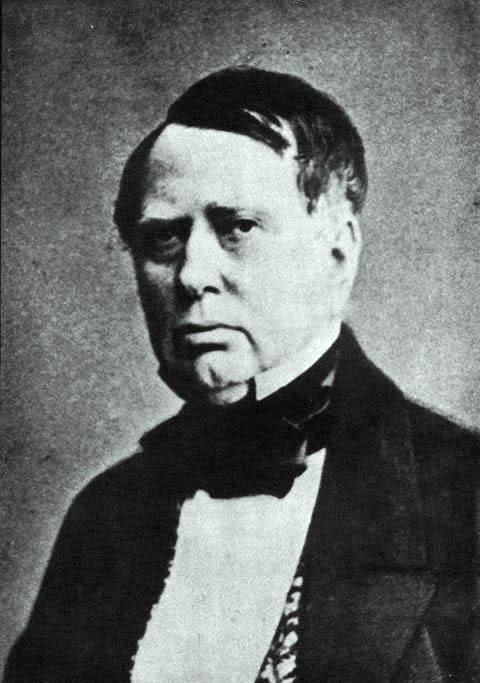
Presidente Mariano Arista

Um golpe conservador derrubou o governo em 1852, trazendo Santa Anna de volta para o que seria sua ditadura final.
A revolta liberal que por sua vez o derrubou em 1853, inauguraria o que viria a ser conhecido como La Reforma, uma série de reformas substanciais sem precedentes na história constitucional mexicana, principalmente a separação entre igreja e estado e a nacionalização das terras da Igreja Católica. Uma nova constituição implementando tais medidas foi promulgada em 1857, após a qual a oposição do Partido Conservador pegou em armas, inaugurando três anos do que viria a ser conhecido como a Guerra da Reforma.
O governo liberal liderado pelo presidente Benito Juarez sairia triunfante em 1860, mas uma crise financeira levou o governo a adiar suas dívidas externas, medida que serviu de pretexto ao Segundo Império Francês para lançar uma invasão ao México com o objetivo de transformando-o em um estado cliente liderado por Maximiliano de Habsburgo. A Segunda Intervenção Francesa no México começou em 1861, mas foi posteriormente adiada por um ano devido à derrota francesa na Batalha de Puebla. Os reforços franceses chegaram e o presidente Benito Juarez foi forçado a evacuar a capital que os franceses ocuparam em junho de 1863. As tropas francesas posteriormente organizaram uma Assembleia Mexicana de Notáveis para declarar o estabelecimento do Segundo Império Mexicano, pondo fim à Segunda República Federal do México.